# Гопи-Скун, Паула
Паула Гопи-Скун (англ. Paula Gopee-Scoon; род. 18 апреля 1958, Тринидад) — политический и государственный деятель Тринидада и Тобаго. Член партии «Народное национальное движение» (PNM). Министр торговли и промышленности Тринидада и Тобаго с 2015 года, сенатор с 2015 года. В прошлом — министр иностранных дел Тринидада и Тобаго (2007—2010), депутат Палаты представителей (2007—2015).

## Биография
Получила степень бакалавра наук в области государственного управления и права в Университете Вест-Индии. Продолжила изучение права в Лондонском университете и получила степень бакалавра права (с отличием) в области трудового и международного публичного права. Кроме того, получила степень MBA в Университете Англия Раскин в Кембридже в области лидерства, предпринимательства и инноваций.
В 1982 году — директор Sunspot Plastics Ltd. С 1982 по 1996 год занимала различные руководящие должности в банках по всему Тринидаду: в 1982—1986 годах в Republic Bank, в 1989—1990 годах руководитель филиала в Worker's Bank (ныне First Citizens Bank), в 1990—1996 годах в Royal Bank of Trinidad and Tobago (ныне RBC Royal Bank). В 2002 году — директор Biochem (Trinidad & Tobago) Ltd — лидера отрасли в предоставлении гигиенических товаров и услуг в Тринидаде и Тобаго.
По результатам выборов 5 ноября 2007 года избрана депутатом Палаты представителей парламента Тринидада и Тобаго 9-го созыва в округе Пойнт-Фортин. Назначена министром иностранных дел Тринидада и Тобаго в правительстве под руководством премьер-министра Патрика Маннинга. Правительство ушло в отставку 26 мая 2010 года.
По результатам выборов 24 мая 2010 года переизбрана депутатом Палаты представителей парламента Тринидада и Тобаго 10-го созыва в округе Пойнт-Фортин.
По результатам выборов 7 сентября 2015 года избрана сенатором парламента Тринидада и Тобаго 11-го созыва. 11 сентября назначена министром торговли и промышленности Тринидада и Тобаго в правительстве под руководством премьер-министра Кита Роули. По результатам выборов 10 августа 2020 года переизбрана сенатором парламента Тринидада и Тобаго 12-го созыва. 19 августа повторно назначена министром торговли и промышленности.

## Личная жизнь
Мать троих детей.
Католичка.
Является коллекционером произведений искусства.